# Малиновка (Моршанский район)
Малиновка — упразднённый в 2018 году посёлок в Моршанском районе Тамбовской области России. На момент упразднения входил в состав Весёловского сельсовета.

## География
Посёлок находился в северной части области, в лесостепной зоне, в пределах Окско-Донской низменной равнины, на берегу реки Пячка, на расстоянии примерно 23 километров (по прямой) к северо-западу от города Моршанска, административного центра района. 

### Климат
Климат умеренно континентальный, относительно сухой, с холодной продолжительной зимой и тёплым летом. Средняя температура воздуха самого холодного месяца (января) — −11,3 °C (абсолютный минимум — −43 °C); самого тёплого месяца (июля) — 19,7 °C (абсолютный максимум — 39 °С). Период с положительной температурой выше 10 °C длится 145 дней. Среднегодовое количество атмосферных осадков составляет около 547 мм. Продолжительность залегания снежного покрова составляет в среднем 138 дней.

## История
Исключён из учётных данных административно-территориального устройства Тамбовской области как фактически прекративший свое существование Постановлением Тамбовской областной Думы от 21 декабря 2018 года

## Население
| 2010 |
| ---- |
| 0    |

### Национальный состав
Согласно результатам переписи 2002 года, в национальной структуре населения русские составляли 100 % из 1 чел.